# Petites Missionnaires de Marie Immaculée
Les Petites Missionnaires de Marie Immaculée   forment une congrégation religieuse féminine enseignante et hospitalière de droit pontifical.

## Historique
En 1927, une communauté de jeunes femmes se réunit pour apporter une aide aux malades de la tuberculose. Mgr Epaminondas Nuñez de Ávila et Silva, 1er évêque de Taubaté (pt) assume bientôt la direction de l'association et le 15 août 1932 la transforme en une congrégation religieuse composés de cinq sœurs sous la direction de Maria Dulce Rodrigues dos Santos.
L'institut reçoit le décret de louange le 11 février 1952 puis l'approbation finale des constitutions le 8 décembre 1964.

## Activités et diffusion
Les sœurs se dédient aux personnes âgées, aux malades ainsi que dans les orphelinats et les écoles pour infirmières.
Elles pratiquent quotidiennement l'adoration eucharistique.
Elles sont présentes au Brésil, en Italie et au Portugal.
La maison généralice est à São José dos Campos.
En 2013, la congrégation comptait 243 sœurs dans 25 maisons.